# غوستافو مورينيغو
غوستافو إيليسيو مورينيغو فازكيز (بالإسبانية: Gustavo Morínigo) (مواليد 23 يناير 1977 في أسونسيون) لاعب كرة قدم باراغواياني دولي يجيد اللعب في خط الوسط . يلعب حاليا لصالح نادي ناسيونال أسونسيون الباراغواياني من سنة 2007 .

## روابط خارجية
- غوستافو مورينيغو على موقع الاتحاد الدولي (مؤرشف)  (الإنجليزية)
- غوستافو مورينيغو على موقع قاعدة بيانات كرة القدم.إي يو (الإنجليزية)
- غوستافو مورينيغو على موقع ناشيونال فوتبول تيمز (الإنجليزية)
- غوستافو مورينيغو على موقع Soccerway.com (الإنجليزية)
- غوستافو مورينيغو على موقع عالم كرة القدم.نت (الإنجليزية)